# Distrikt Cajamarca

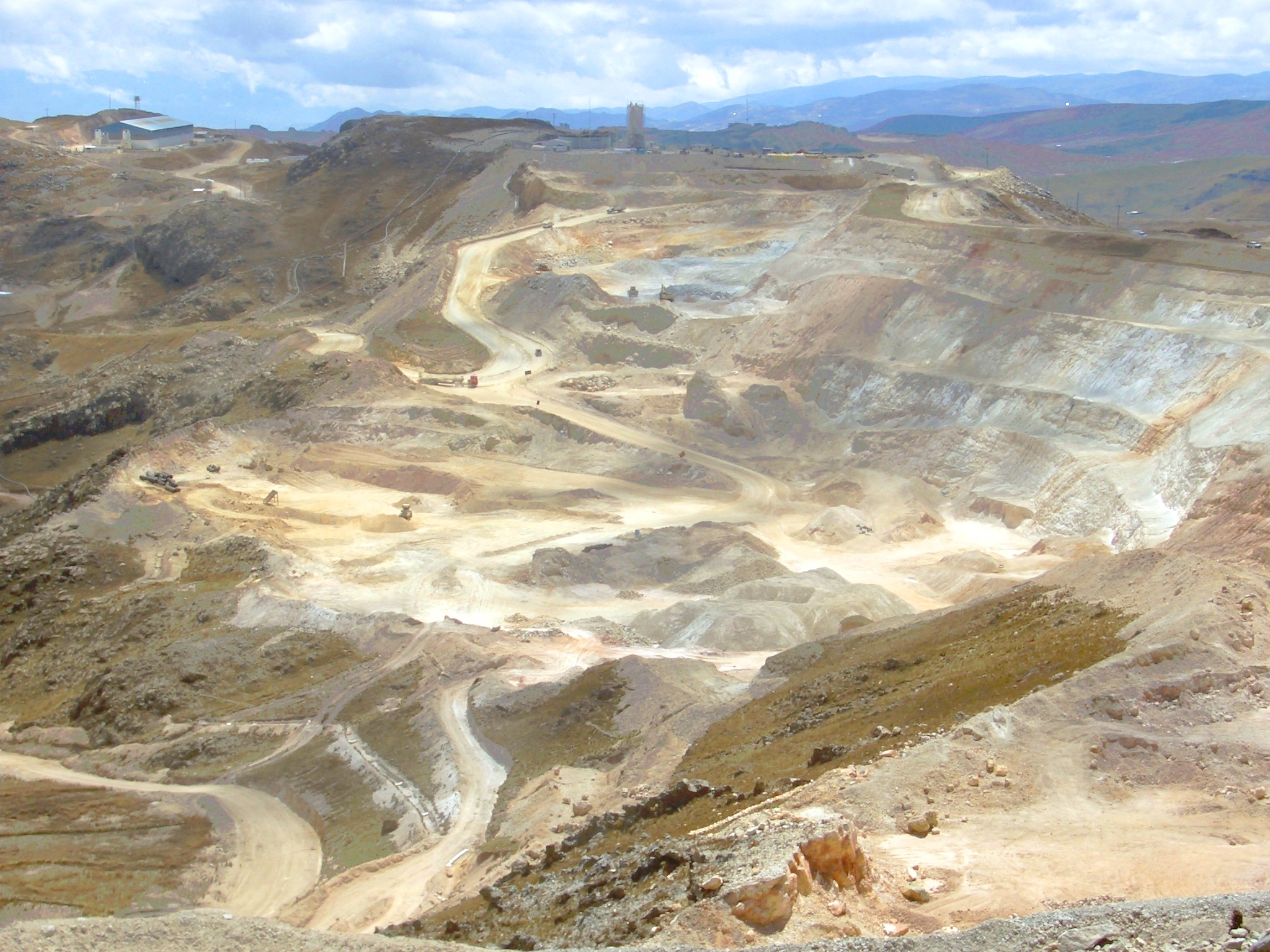
Yanacocha-Mine

Der Distrikt Cajamarca liegt in der Provinz Cajamarca in der Region Cajamarca in Nordwest-Peru. Der Distrikt hat eine Fläche von 379 km². Beim Zensus 2017 wurden 231.243 Einwohner gezählt. Im Jahr 1993 lag die Einwohnerzahl bei 117.509, im Jahr 2007 bei 188.363. Sitz der Distrikt-, Provinz- und Regionsverwaltung ist die auf einer Höhe von 2750 m gelegene Großstadt Cajamarca mit 182.971 Einwohnern (Stand 2017). Cajamarca liegt im Südosten des Distrikts. In der im Nordosten des Distrikts gelegenen Mine Yanacocha wird im Tagebau Gold gefördert.

## Geographische Lage
Der Distrikt Cajamarca liegt im Andenhochland östlich der peruanischen Westkordillere im Nordwesten der Provinz Cajamarca. Der Fluss Río Cajamarca entwässert das Gebiet in südöstlicher Richtung.
Der Distrikt Cajamarca grenzt im Nordosten an den Distrikt La Encañada, im Osten an den Distrikt Los Baños del Inca, im Südosten an die Distrikte Llacanora und Jesús, im Süden an den Distrikt San Juan, im Südwesten an die Distrikte Magdalena und Chetilla sowie im Nordwesten an die Distrikte San Pablo und Tumbaden (beide in der Provinz San Pablo).